# Cinéma mexicain

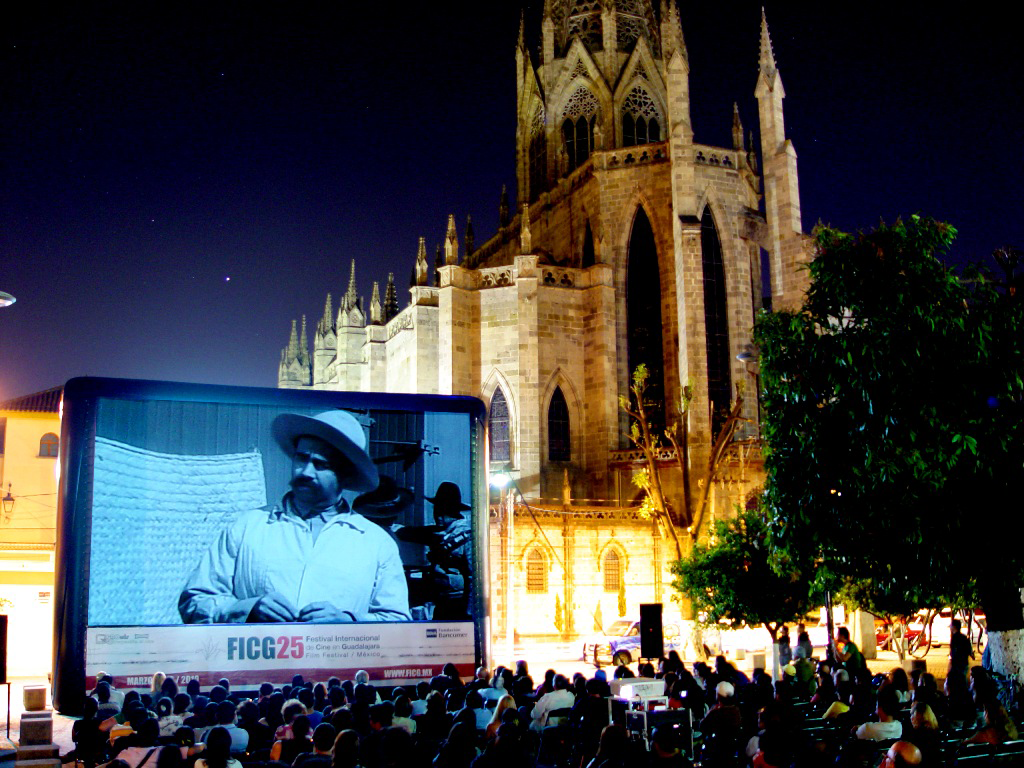
Projection en plein air au festival de Guadalajara

Le cinéma mexicain est le cinéma produit au Mexique. Il est l'un des plus développés d'Amérique latine, avec le cinéma argentin et le cinéma brésilien. Son histoire remonte au début du XXe siècle lorsque ses pionniers entreprirent de documenter les évènements de l'époque, notamment la révolution mexicaine. La première œuvre filmée au Mexique est un court métrage du français Gabriel Veyre, El Presidente de la República Paseando a Caballo en el Bosque de Chapultepec, en 1896. La première fiction est due au réalisateur Salvador Toscano, pionnier du cinéma mexicain : Don Juan Tenorio, en 1898. Le premier film mexicain sonore est Santa, réalisé en 1932 par Antonio Moreno à partir d'une histoire de Federico Gamboa. Il utilise un procédé inventé par les frères Rodríguez Ruelas. L'époque de 1935 à 1958 est considérée comme l'âge d'or du cinéma mexicain.

## Histoire du cinéma mexicain

### Les débuts du cinéma mexicain

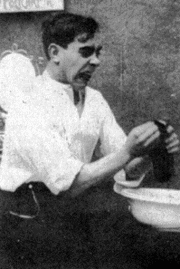
Image du film El aniversario del fallecimiento de la suegra de Enhart (1912, 23'), des Frères Alva

Huit mois après la première projection publique des frères Lumière à Paris le 28 décembre 1895, les opérateurs Gabriel Veyre et Claude Ferdinand Von Bernard sont envoyés en Amérique latine pour y réaliser des prises de vue. Ils commencent leur voyage par le Mexique, qui devient ainsi le premier pays du continent américain à recevoir le tout nouveau cinématographe. Ils se présentent au président Porfirio Díaz le 6 août 1896 et entreprennent de le filmer avantageusement, notamment autour du château de Chapultepec. Au total, Veyre et Von Bernard réalisent ensemble 36 courts métrages à Mexico, Veracruz, et Guadalajara.
Parmi les films des deux Français, celui intitulé Un duelo a pistola en el bosque de Chapultepec (Un duel au pistolet dans le bois de Chapultepec) a à cette époque un fort impact sur la population qui ne distingue pas encore la réalité de la fiction. Ce film pourrait être inspiré par Pedro Esquirel y Dionecio Gonzales - Un duelo mexicano, réalisé trois ans plus tôt par Thomas Alva Edison.

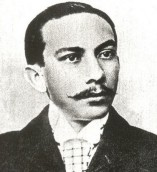
Salvador Toscano, pionnier du cinéma mexicain

Les pionniers mexicains de cette époque sont Ignacio Aguirre, qui réalise la première production nationale en 1897 : Riña de hombres en el zócalo ; Salvador Toscano, à qui l'on doit la première fiction en 1898 : Don Juan Tenorio ; Guillermo Becerril à partir de 1899 ; Enrique Rosas, réalisateur du premier long métrage avec le documentaire Fiestas presidenciales en Mérida en 1906 ; les frères Alva dont El Aniversario del Fallecimiento de la Suegra de Enhart est la première comédie mexicaine recensée ; ainsi que les frères Stahl à partir de 1906.

### Le temps du muet (1896-1929)
L’arrivée du cinématographe au Mexique eut lieu pendant le régime du dictateur Porfirio Díaz (1877-1880 et 1884-1911). Comme tant d’autres gouvernants après lui, le président francophile Díaz vit dans le cinématographe un outil précieux pour mettre en valeur son image et celle du pays. Il accueillit personnellement les opérateurs Lumière Gabriel Veyre et Claude Ferdinand Bon Bernard. Les premiers films tournés au Mexique enregistrèrent la stabilité politique et sociale de l’époque de Díaz.
Avec des films comme Le Président prenant congé de ses ministres (1896), Le Président en promenade (1896) et Arrivée du Président dans son palais dans le château de Chapultepec accompagné de ses ministres (1897), Porfirio Díaz devint la première star du cinéma mexicain. Exerçant le contrôle sur le contenu des vues Lumière, le gouvernement de Díaz impulsa fortement la production et l’exploitation cinématographiques. En 1897, commencèrent les premières productions filmiques mexicaines. Un an plus tard, la pellicule fut commercialisée dans le pays.
En septembre 1910, plusieurs opérateurs se disputèrent la couverture des fêtes du Centenaire de l’Indépendance. Deux mois plus tard, lorsque la Révolution mexicaine éclata, de nombreux cinéastes, venus notamment des États-Unis, changèrent de point de vue et commencèrent à s’intéresser aux personnages qui menaient la lutte armée contre le gouvernement du dictateur.
Pancho Villa, ancien bandit qui commandait la División del Norte, dans le Nord du pays, signa un contrat de 25 000 dollars avec la société de production américaine Mutual Film Corporation, permettant à celle-ci de filmer dans de conditions optimales pour l’opérateur les affrontements qu’il commandait. Il accorda également l’autorisation, dans la mesure du possible, de refaire les batailles dans lesquelles les images n’auraient pas satisfait les cinéastes. Pancho Villa devint ainsi le premier héros de l’histoire du cinéma mexicain.
Par ailleurs, l’image du révolutionnaire – avec le grand chapeau, la moustache et le cheval – fut exportée dans le monde entier.

### Le passage d’Eisenstein au Mexique
Dans les années 1930, de nombreux artistes et intellectuels se retrouvaient au sein du Parti communiste mexicain. C’est dans ce contexte que le cinéaste soviétique Sergueï M. Eisenstein fut accueilli au Mexique, accompagné de son assistant Grigori Alexandrov et du chef opérateur Édouard Tissé.
Fasciné par l’exotisme du pays, notamment au sein des communautés indigènes, et ayant comme guides les muralistes José Clemente Orozco, David Alfaro Siqueiros et Diego Rivera, le réalisateur soviétique entreprit un long voyage pour filmer les plans avec lesquels on monterait (ou plutôt reconstituerait), quelques années plus tard, les différentes versions du film Que Viva Mexico !,
Eisenstein concentra dans ses images des propositions esthétiques aussi riches que diverses : la peinture murale d’Orozco, Rivera et Siqueiros ; les photographies d’Edward Weston ; les toiles de Gerardo Murillo, et l’art folklorique de Gabriel Fernández Ledezma.
S’inspirant de la culture et de l’esthétique mexicaines, Eisenstein ouvrit une nouvelle porte ; l’esthétique de son film deviendrait une influence décisive pour la représentation du pays à travers le cinéma.
Avec son passage au Mexique, le cinéaste soviétique créa une école. En effet, le désert, les paysages autochtones, les idoles préhispaniques, les pyramides, la végétation régionale – avec notamment les cactus appelés magueyes – et les ciels nuageux, deviendraient des décors de base pour une grande partie des productions filmiques subséquentes au Mexique. Parallèlement, les populations indigènes deviendraient des personnages centraux des récits cinématographiques à venir.
La visite d’Eisenstein au Mexique fut tellement étudiée par de nombreux critiques, théoriciens et cinéastes, qu’elle est devenue mythique. Cependant, il reste quelques zones d’ombre. L’on sait que, aussitôt qu’il fut arrivé, le cinéaste fut emprisonné avec ses camarades Édouard Tissé et Grigori Alexandrov, mais personne n’en connaît les raisons. Ce que l’on sait, c’est que peu de temps après, le président de l’époque, Pascual Ortiz Rubio (1930-1932), déclara qu’Eisenstein était un hôte d’honneur, et les mêmes autorités qui l’avaient enfermé lui donnèrent l’autorisation de filmer dans le pays. Une condition lui fut imposée : pour tourner son film, il devrait être accompagné, jour et nuit, d’un groupe de « superviseurs » choisis par le gouvernement, afin d’éviter que le cinéaste puisse dénigrer la patrie.
En effet, Eisenstein avait le projet de tourner un épisode qui mettrait en scène la Révolution mexicaine du point de vue des soldaderas, les femmes « soldats », qui aidèrent les révolutionnaires dans la lutte contre le gouvernement. Dans le film que Grigori Alexandrov monta dans les années 1970, celui-ci explique que l’épisode intitulé « Soldadera » ne fut pas réalisé en raison du fait que le budget était épuisé. Il explique, par ailleurs, la volonté d’Eisenstein de créer un épisode dans le style de la séquence des escaliers d’Odessa, de son film Le Cuirassé Potemkine.
En effet, Le Cuirassé Potemkine avait rendu Eisenstein célèbre dans le monde entier. Le gouvernement mexicain craignait qu’il ne tentât de tourner un film qui mît en scène les disparités et les injustices sociales. Vraisemblablement, afin de pouvoir tourner son film, Eisenstein dut se plier à certaines obligations. Parmi les « recommandations » officielles que l’on donna au cinéaste, l’on trouve celle-ci : « Autant les propriétaires d’haciendas que les pions sont Mexicains, et il n’est nullement nécessaire de souligner l’antagonisme entre les différents groupes de la nation. »
C’est ainsi que le projet, initialement appelé Thunder Over Mexico, s’éloigna définitivement d’une optique révolutionnaire, au profit d’une multiplication de beaux paysages et de clichés qui ne représentaient pas la véritable réalité sociale du pays.
Après le tournage inachevé, Eisenstein fut dépourvu de ses rushes, et plusieurs versions du film furent montées par d’autres cinéastes à Hollywood. De nombreux critiques et journalistes se mobilisèrent contre le film, dont l’avant-première eut lieu à New York en 1933. Ils attaquèrent la version qui fut présentée, arguant qu’elle ne pouvait pas correspondre au style du cinéaste soviétique.
Après le projet frustré – dans sa réalisation et dans son propos – d’Eisenstein, le gouvernement mexicain décida de cautionner, très timidement, des œuvres mettant en scène la lutte entre ouvriers et patrons, entre exploitants et exploités… mais l’on ne mettrait jamais en scène l’opposition de ces forces dans un contexte d’actualité. L’attention serait portée plutôt dans le passé, dans les temps de la Révolution mexicaine. Ainsi, la patrie ne serait pas « dénigrée », car le cinéma de l’époque omettait volontairement les inégalités sociales qui existaient à cette époque, au profit d’une exaltation des héros révolutionnaires, envers lesquels la société avait le devoir se sentir redevable, car ce furent eux qui délivrèrent le pays de l’oppression et de la tyrannie du dictateur Porfirio Díaz.
Ce ne sera qu’en 1934, l’année de l’arrivée au pouvoir du général de tendance socialiste Lázaro Cárdenas, que l’État définira de façon déterminante qu’il soutiendra des films qui, souvent de façon manichéenne, mettront en scène la lutte des classes et favoriseront l’exaltation des indigènes et des ouvriers.

### L’Âge d’or
- Époque dorée du cinéma mexicain (1930-1969)

L'excellence du cinéma mexicain de l'époque se fonde sur sa force commerciale ; Le Mexique fournit tous les marchés hispanophones d'Amérique centrale et d'Amérique du Sud, obtenant plusieurs succès au box-office également aux États-Unis.
L'âge d'or signifie la consolidation des efforts déployés par des centaines de personnes pour établir l'industrie cinématographique mexicaine. Pendant deux décennies, le cinéma mexicain connaît une période de splendeur et ses réalisateurs réalisent un grand nombre de films qui sont aujourd'hui considérés comme des joyaux de la cinématographie nationale.
Parmi les grands réalisateurs :
- Fernando de Fuentes (1894-1958)
- Juan Bustillo Oro (1904-1989)
- Emilio Fernández (1904-1986)
- Fernando Antonio Méndez García (1908-1966)
- Roberto Gavaldón (1909-1986)
- Julio Bracho (1909-1978)

### Années 1960, 1970, 1980

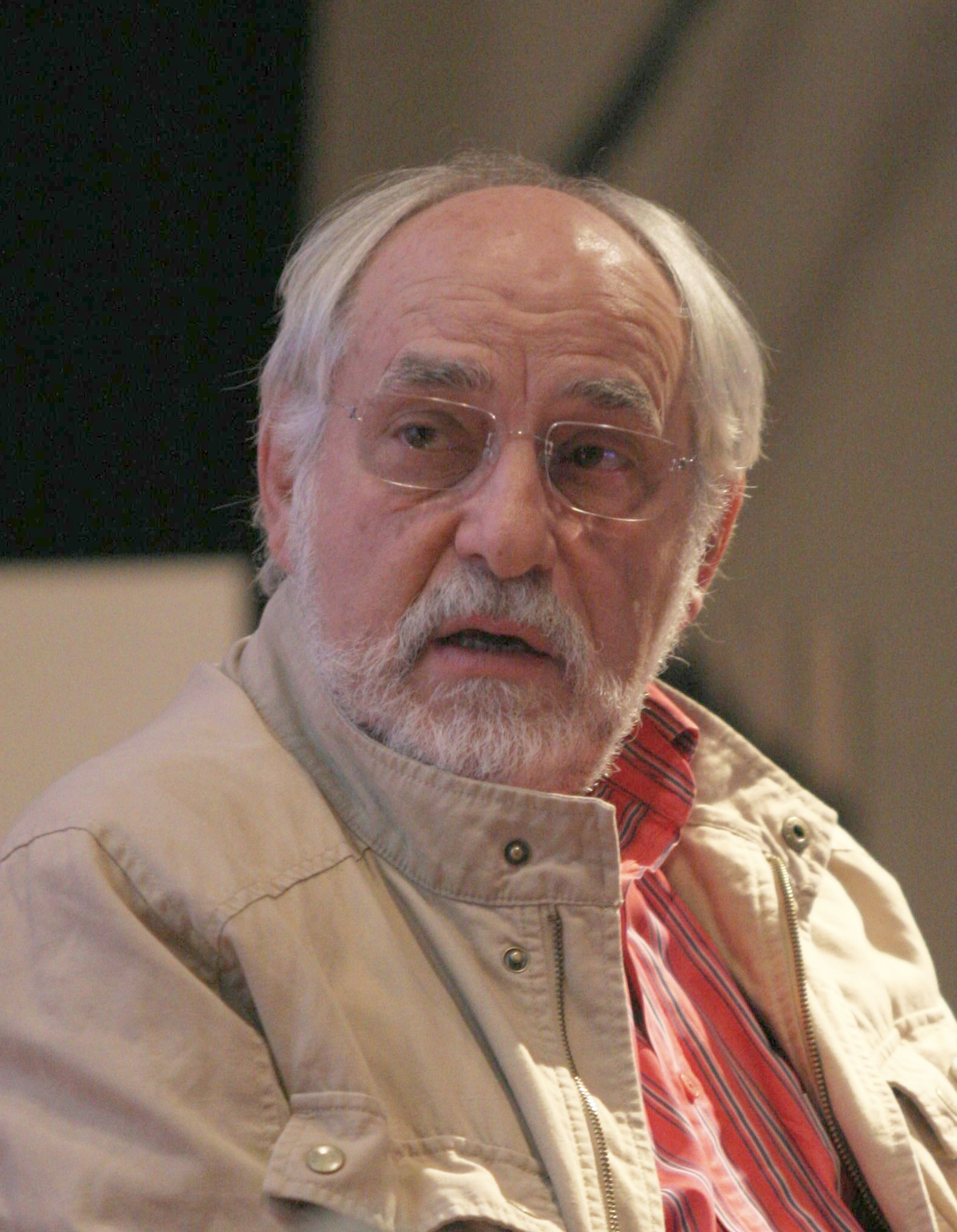
Arturo Ripstein
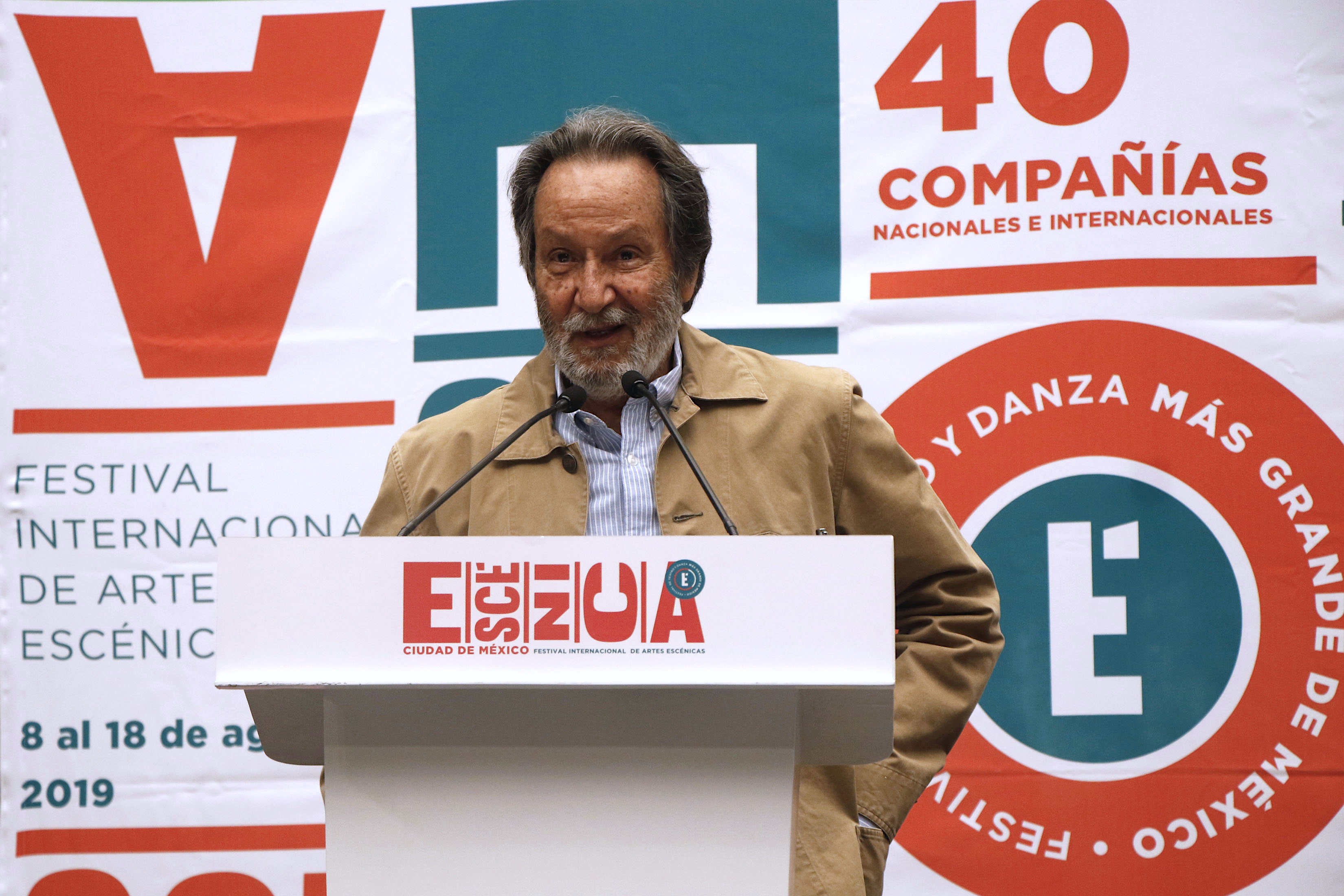
Jorge Fons
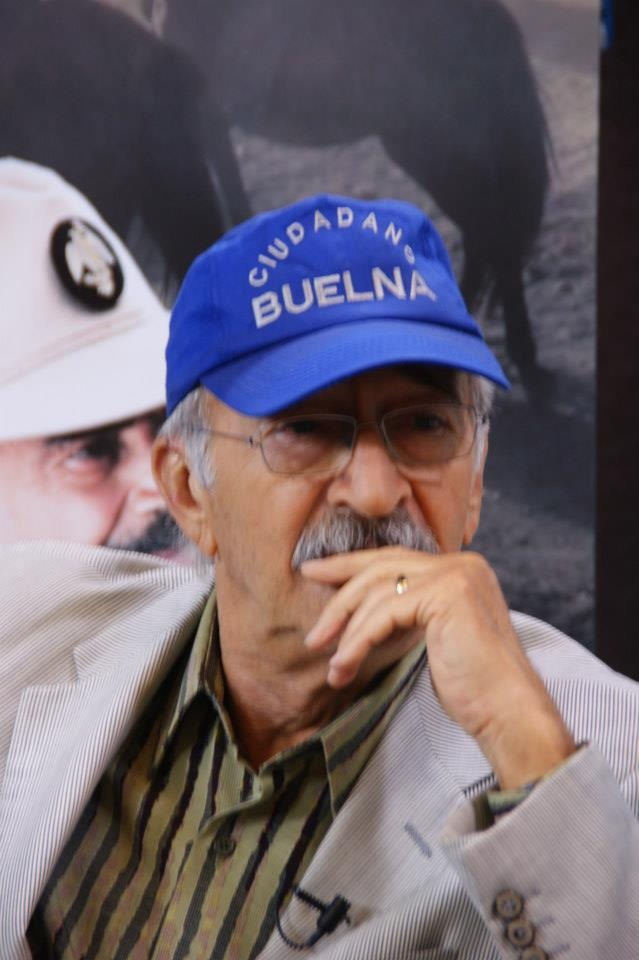
Felipe Cazals
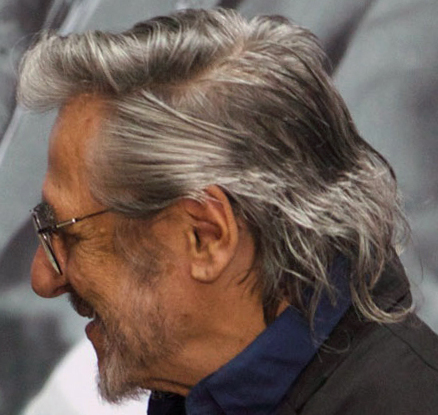
Paul Leduc
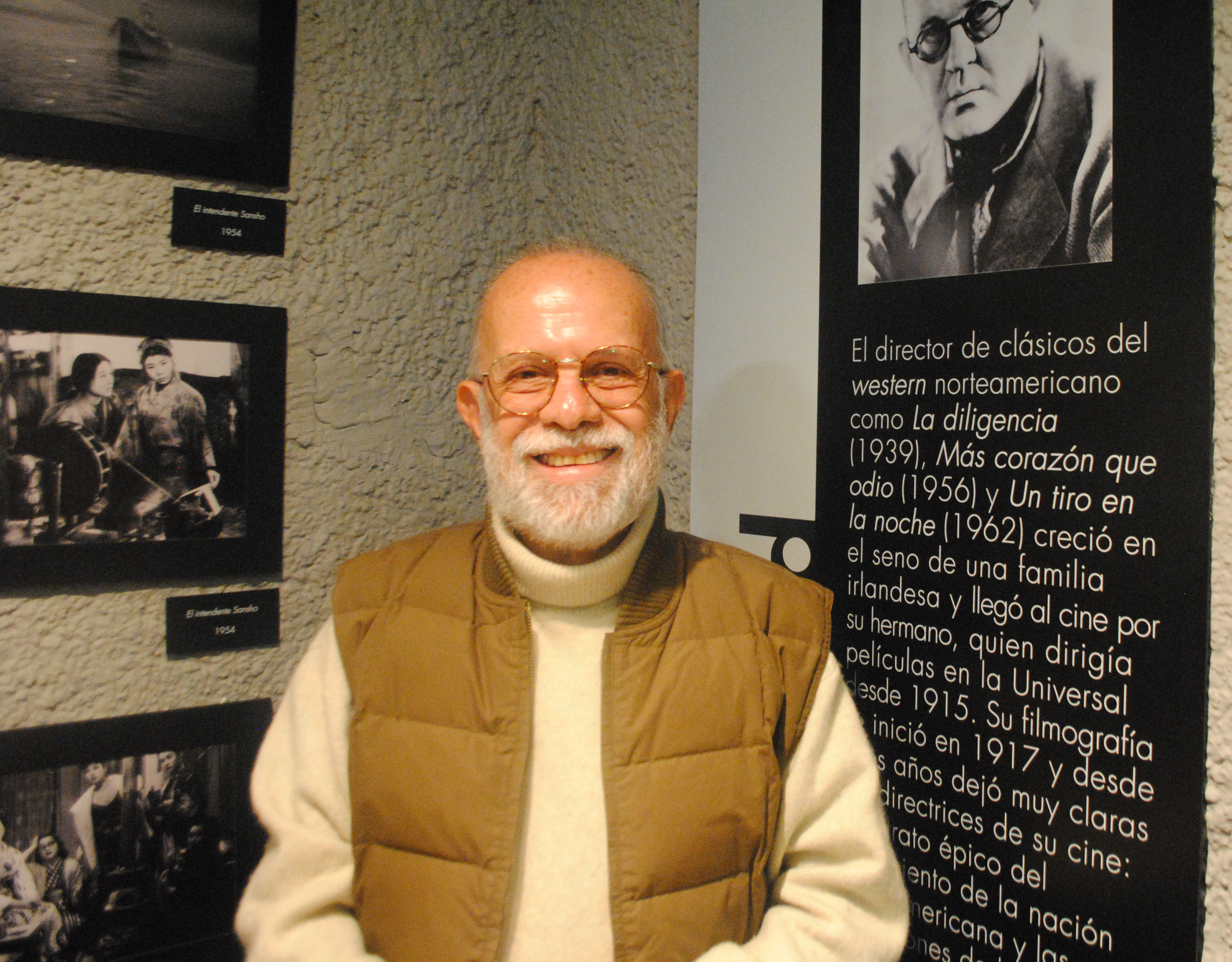
Jaime Humberto Hermosillo

Les années 1960 s'illustrent de films d'horreur, d'action (Luchador films (en) avec le lutteur professionnel El Santo), et des derniers films mexicains de Luis Buñuel, L'Ange exterminateur (1962) et Simon du désert (1965).
Les années 1970 révèlent ou confirment des talents de réalisation, dont :
- Arturo Ripstein (1943-) : Le Château de la pureté (1973), El lugar sin límites
- Luis Alcoriza (1918-1992) : Tarahumara (1964), Fe, esperanza y caridad (es) (1974),
- Felipe Cazals (1937-2021) : Canoa, une mémoire honteuse (1975), Las poquianchis (1976), El Apando (1976),
- Jorge Fons (1939-2022) : Los cachorros (es) (1971), Rojo amanecer (1989),
- Paul Leduc (1942-2020) : John Reed, Mexico insurgente (1973), Etnocidio, notas sobre el mezquital (1977), Frida, nature vivante (1983),
- Alejandro Jodorowsky (franco-chilien, 1929-) : El Topo (1970), La Montagne sacrée (1973), Santa sangre (1989),
- Miguel Littín (chilien, 1942-) : Actes de Marusia (1976), Le Recours de la méthode (1979), Alsino et le Condor (1982),
- Jaime Humberto Hermosillo (1942-2020) : La pasión según Berenice(1972 ou 1975), Doña Herlinda y su hijo (1984),

John Huston (1906-1987) réalise Au-dessous du volcan (1984).
Parmi les films mexicains remarqués par des distinctions internationales : Macario (1959, Roberto Gavaldón), Ánimas Trujano (1961, Ismael Rodríguez), Tlayucan (1962, Luis Alcoriza), Tarahumara (1964, Luis Alcoriza), Actes de Marusia (1976, Miguel Littín).
Du cine de rumberas (es) des années 1940-50, mêlé à la comédie érotique italienne, naît le cine de ficheras (es) (cinéma des femmes de cabarets) avec Bellas de noche (es) (1975) du prolifique Miguel M. Delgado (1905-1994), Tívoli (1975) d'Alberto Isaac (1925-1988), très loin de la comédie érotique mexicaine (es) et encore plus de la Mexploitation (en) ou narco-ciné.
Le cabrito western (proche des zapata westerns et autres western spaghettis) remporte encore quelque succès, avec Contrabando y traición (1976), Pistoleros famosos (1980), Lola la trailera (1983).

### Années 1990-2010
Après des années trop pleines de films de grande médiocrité, on assiste à une renaissance des exigences cinématographiques en qualité de ce Nuevo Cine Mexicano (en).

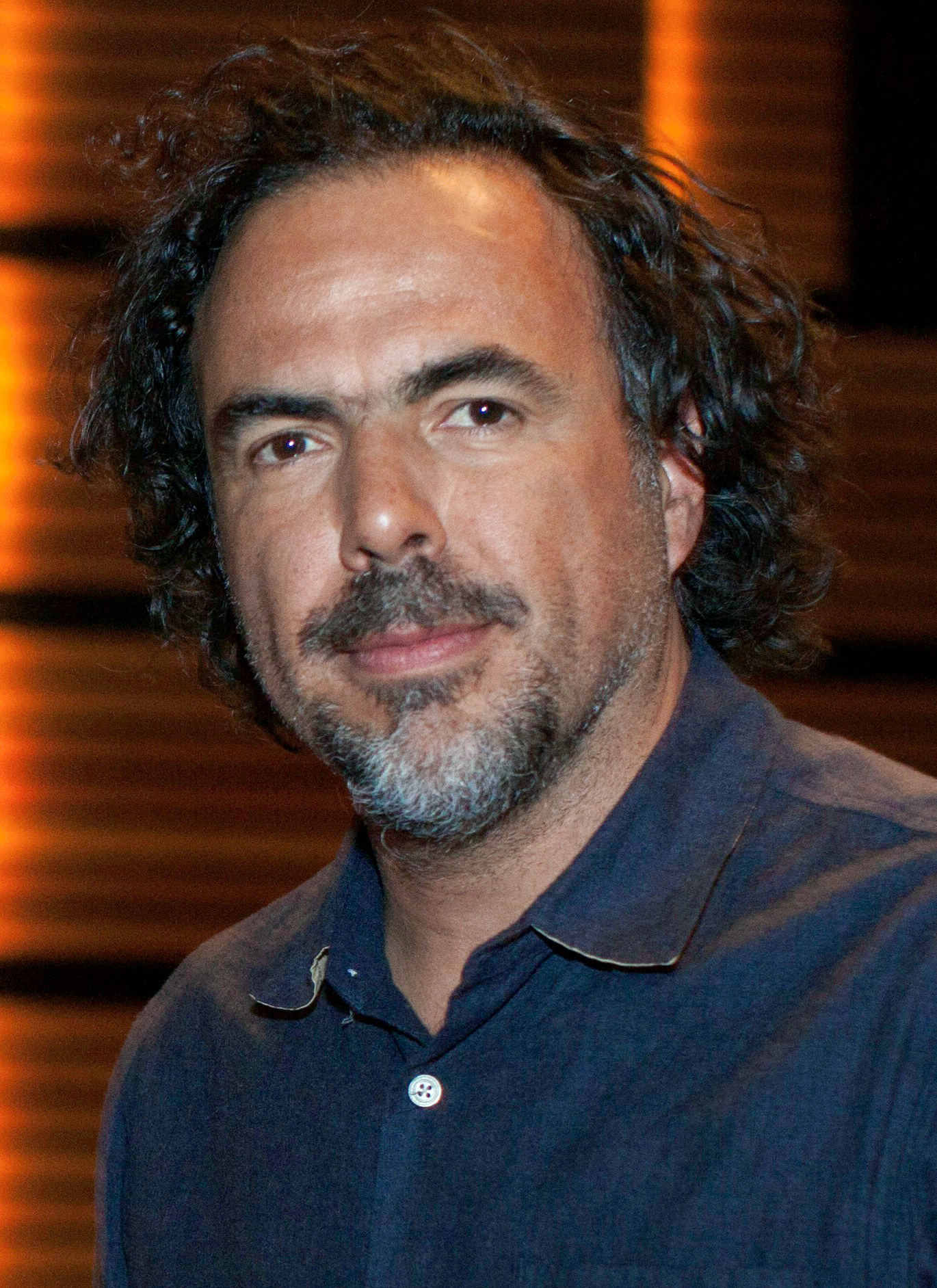
Alejandro González Iñárritu
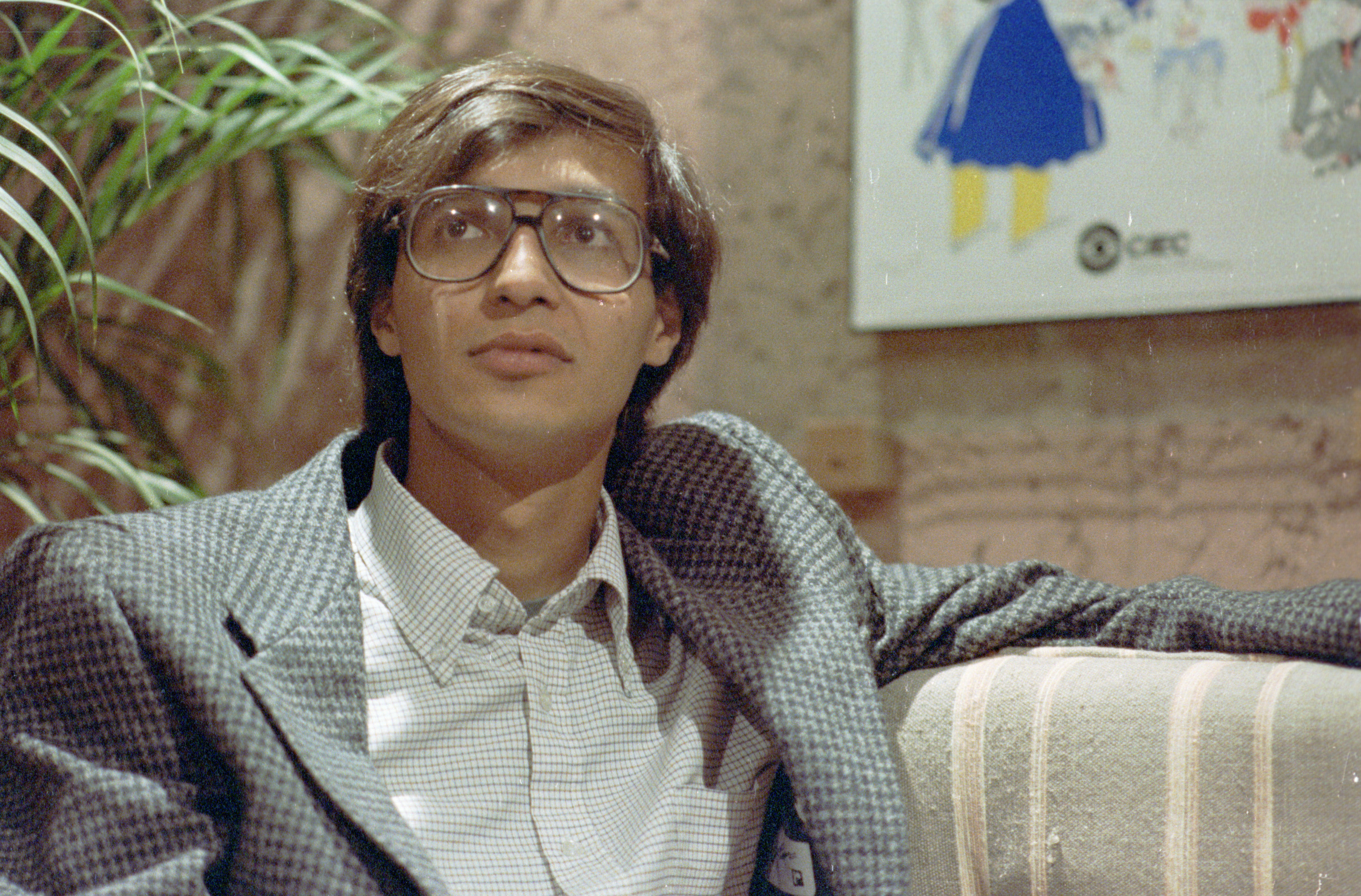
Carlos Carrera
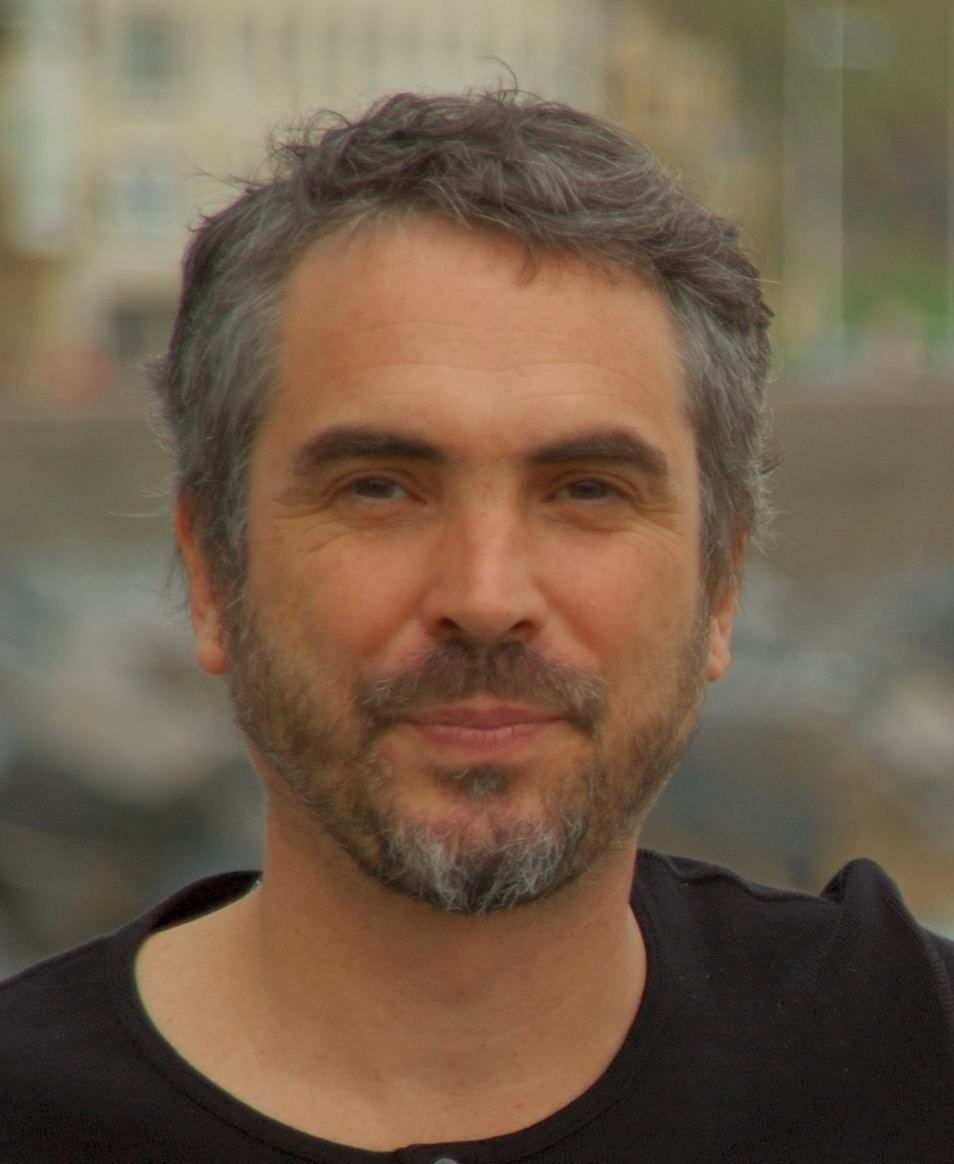
Alfonso Cuarón
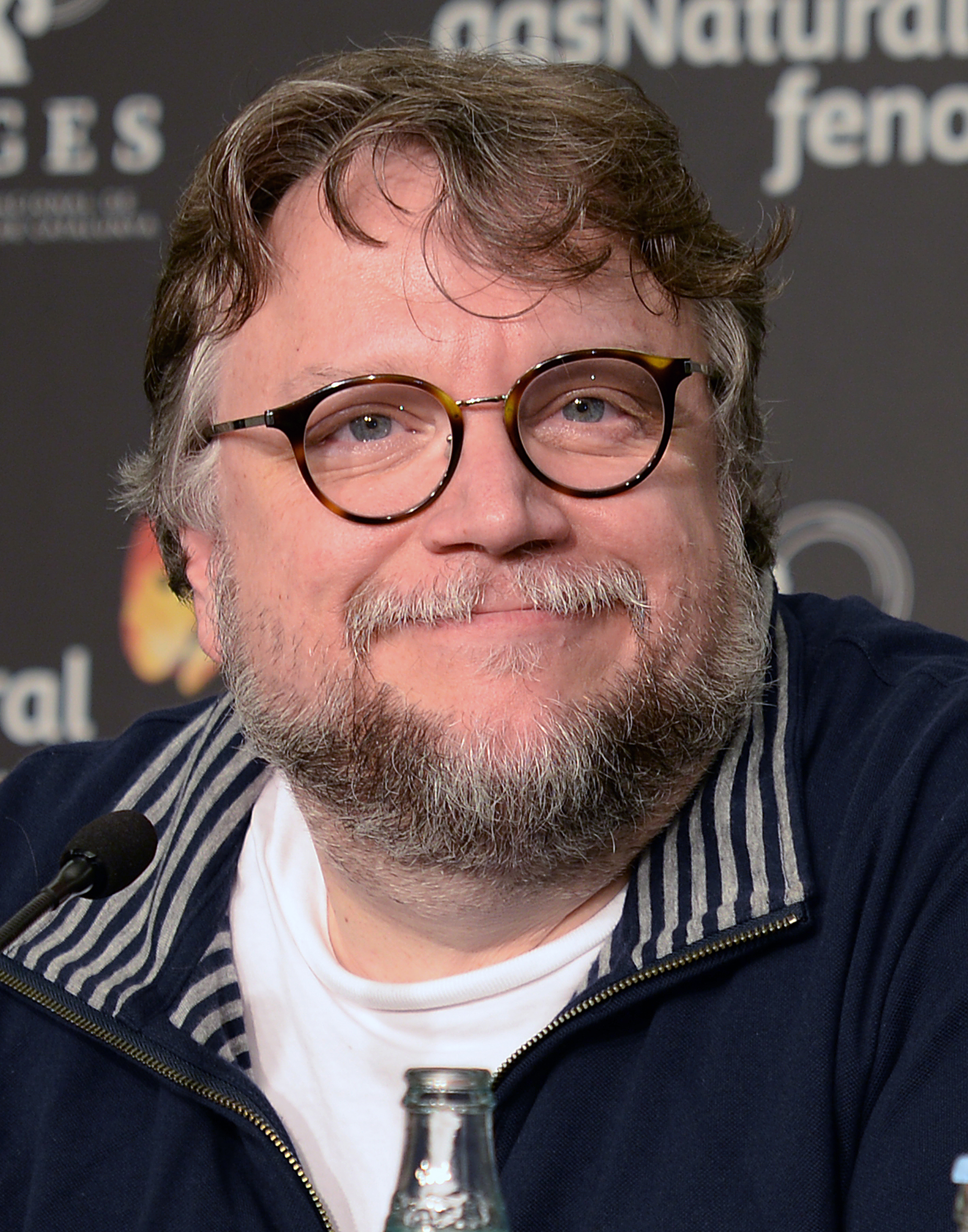
Guillermo del Toro
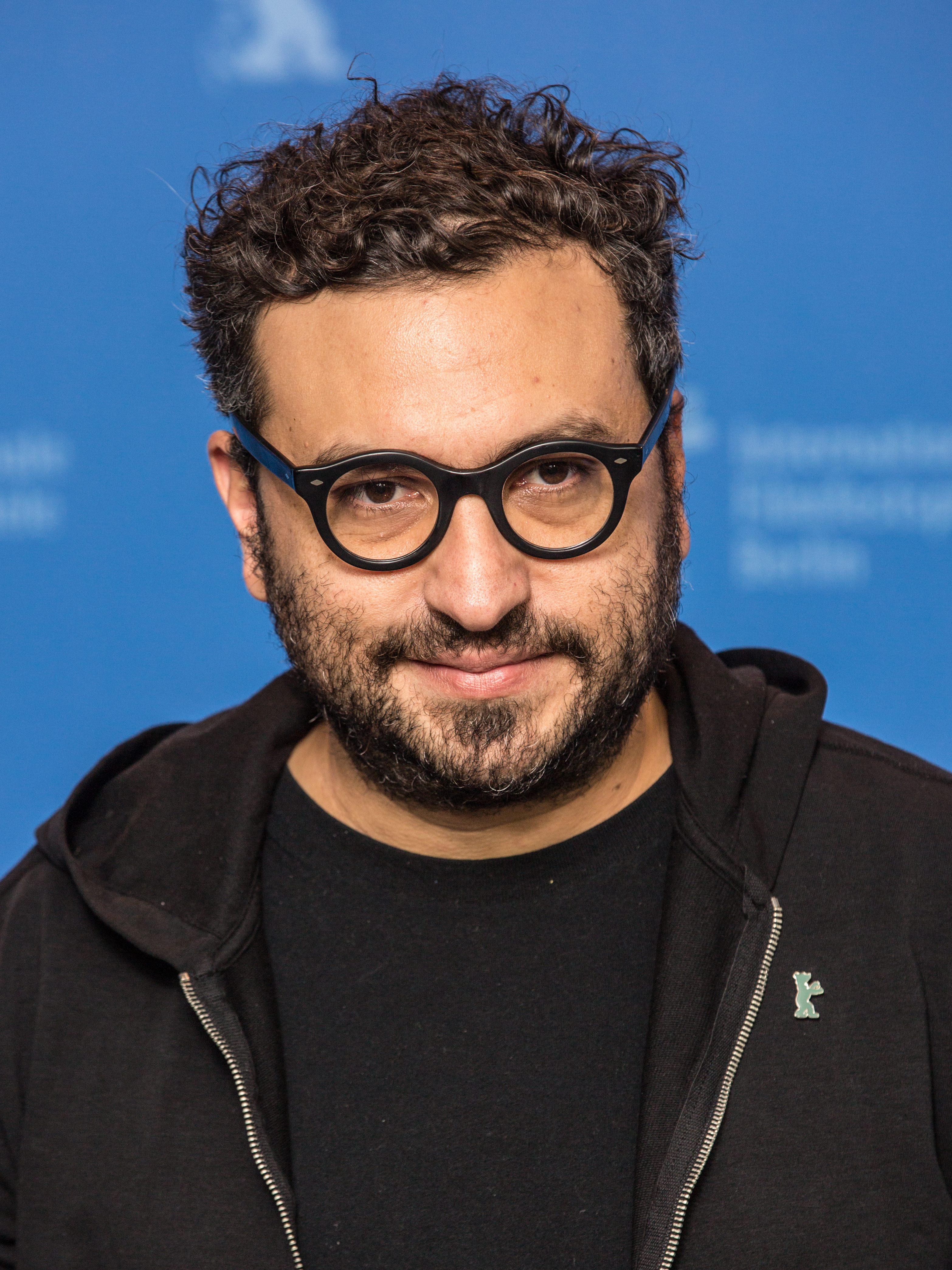
Alonso Ruizpalacios

Une sélection de films notables :
- Les Épices de la passion (Como agua para chocolate, 1992, Alfonso Arau)
- Sexo, pudor y lágrimas (es) (1999, Antonio Serrano)
- Amours chiennes (2000, Alejandro González Iñárritu)
- Y tu mamá también (2001, Alfonso Cuarón)
- Le Crime du père Amaro (2002, Carlos Carrera)
- Le Labyrinthe de Pan (2006, Guillermo del Toro)
- Presunto culpable (es) (2008, Roberto Hernández (cinéaste) (es)
- Museum (2018, Alonso Ruizpalacios)
- Roma (film, 2018) (2018, Alfonso Cuarón)

Dans la génération des réalisateurs nés à partir de 1970, ont déjà fait leurs preuves :
- Fernando Eimbcke (1970-) : Mexican Kids (2004), Lake Tahoe (film) (2008), Club Sandwich (2014)
- Carlos Reygadas (1971-) : Japón (2002), Batalla en el cielo (2005), Post Tenebras Lux (film) (2012), Nuestro Tiempo (2018)
- Julián Hernández (1972-) : Mil nubes de paz cercan el cielo, amor, jamás acabarás de ser amor (2003), Rabioso sol, rabioso cielo (2008)
- Amat Escalante (1979-) : Sangre (2005), Los Bastardos (2008), Heli (2013), La Région sauvage (2016)

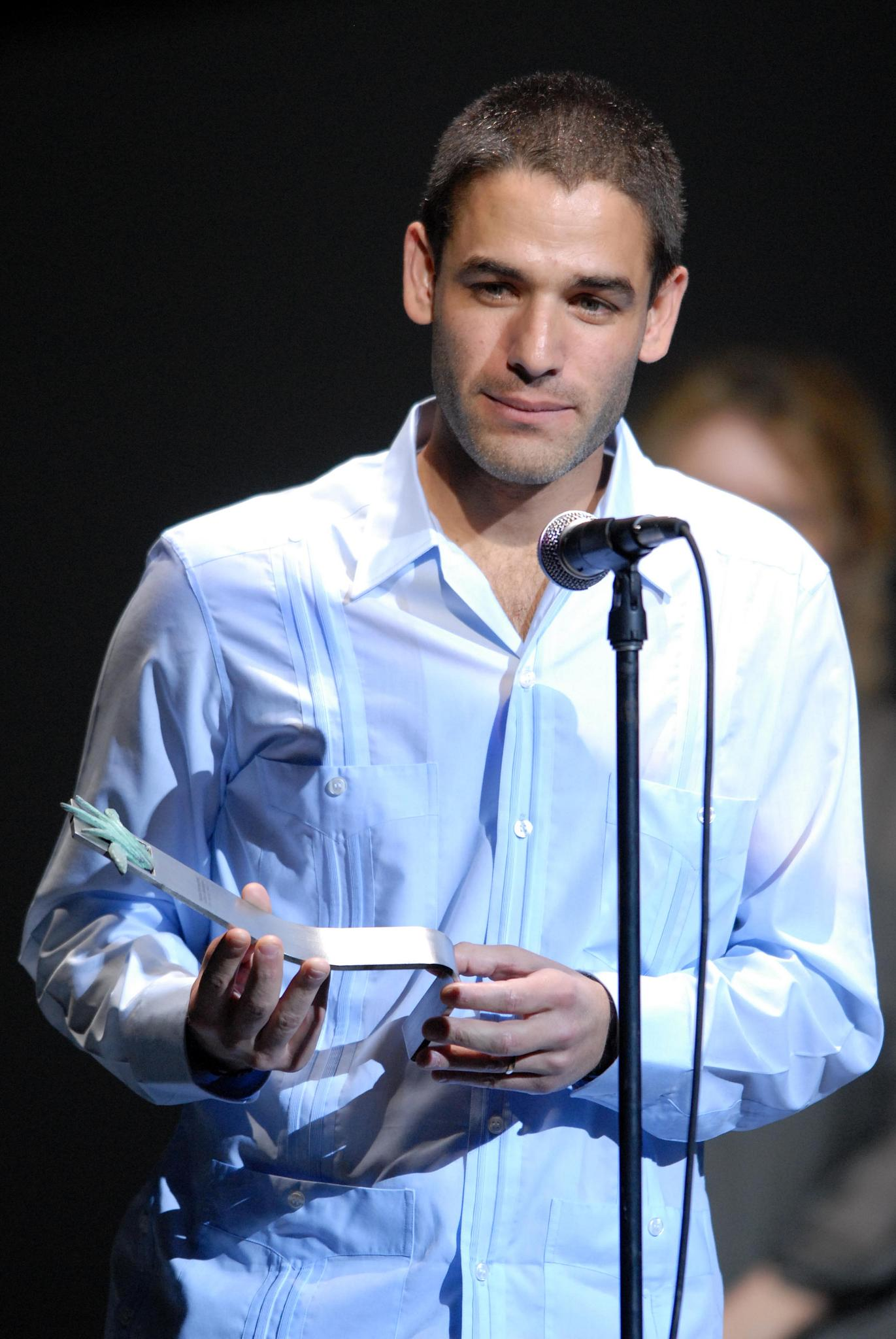
Fernando Eimbcke
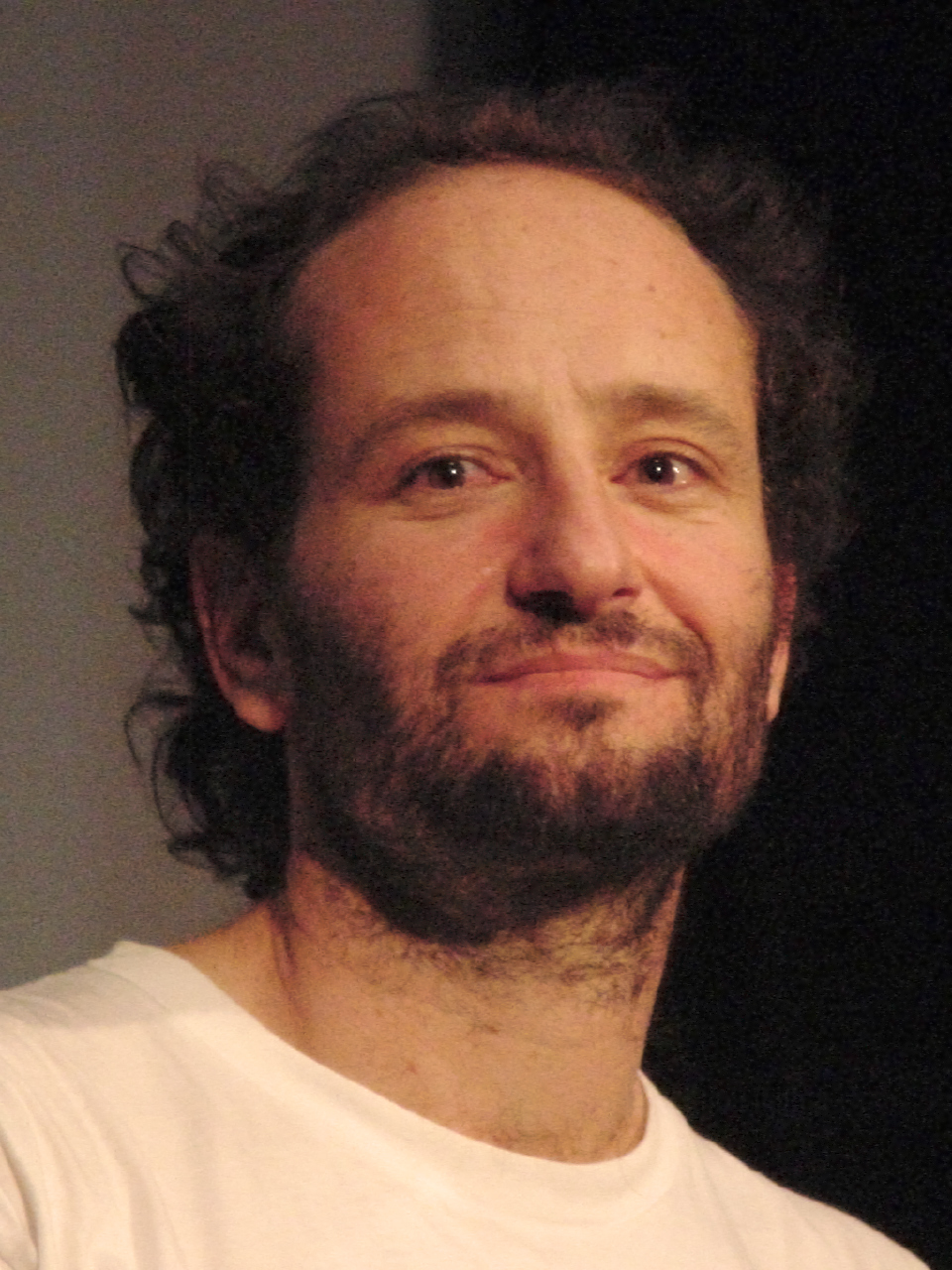
Carlos Reygadas
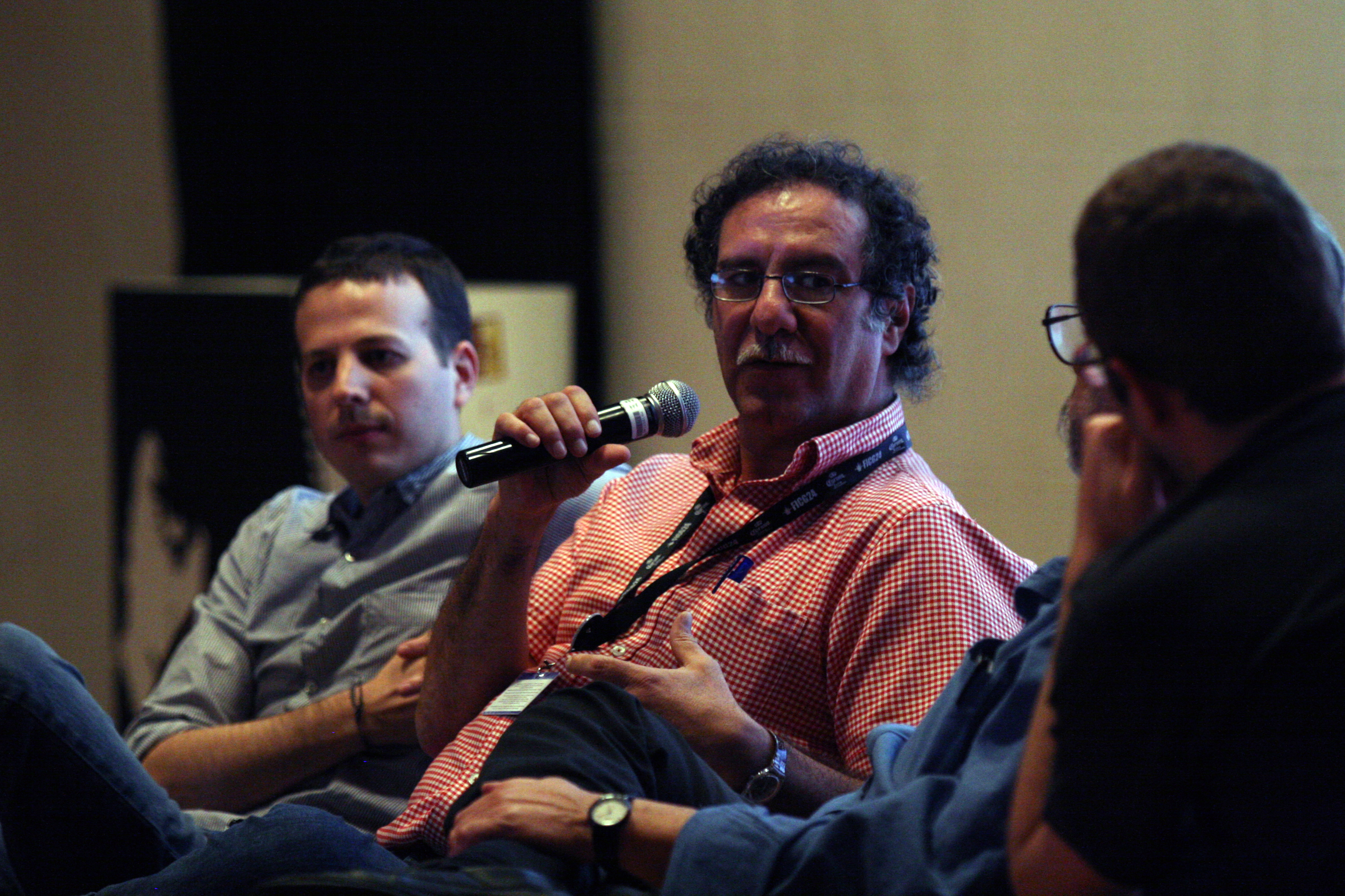
Amat Escalante (à gauche)

## Salles de cinéma au Mexique

### En 2016
Au Mexique, selon une brève journalistique parue dans El Economista (es), le 9 février 2016, il existe 6 011 salles de cinéma, dont 3 037 appartenant à Cinépolis, 2 541 à Cinemex et 433 independantes (Cinemagic, Henry Cinemas, Citicinemas, etc.).
Selon la chambre nationale de l'industrie cinématographique du pays (Canacine), le Mexique est quatrième au rang mondial en nombre de billets vendus et dixième en recettes. En 2015, la fréquentation moyenne des cinémas est de 2,5 fois par an et par habitant, un chiffre en hausse de près de 15 % par rapport à l'année précédente alors que la fréquentation des salles au niveau mondial déclinait de 6 %. Parmi les films projetés au Mexique cette année-là, 85 étaient mexicains, 192 américains et 182 d'autres pays.

### Histoire des salles

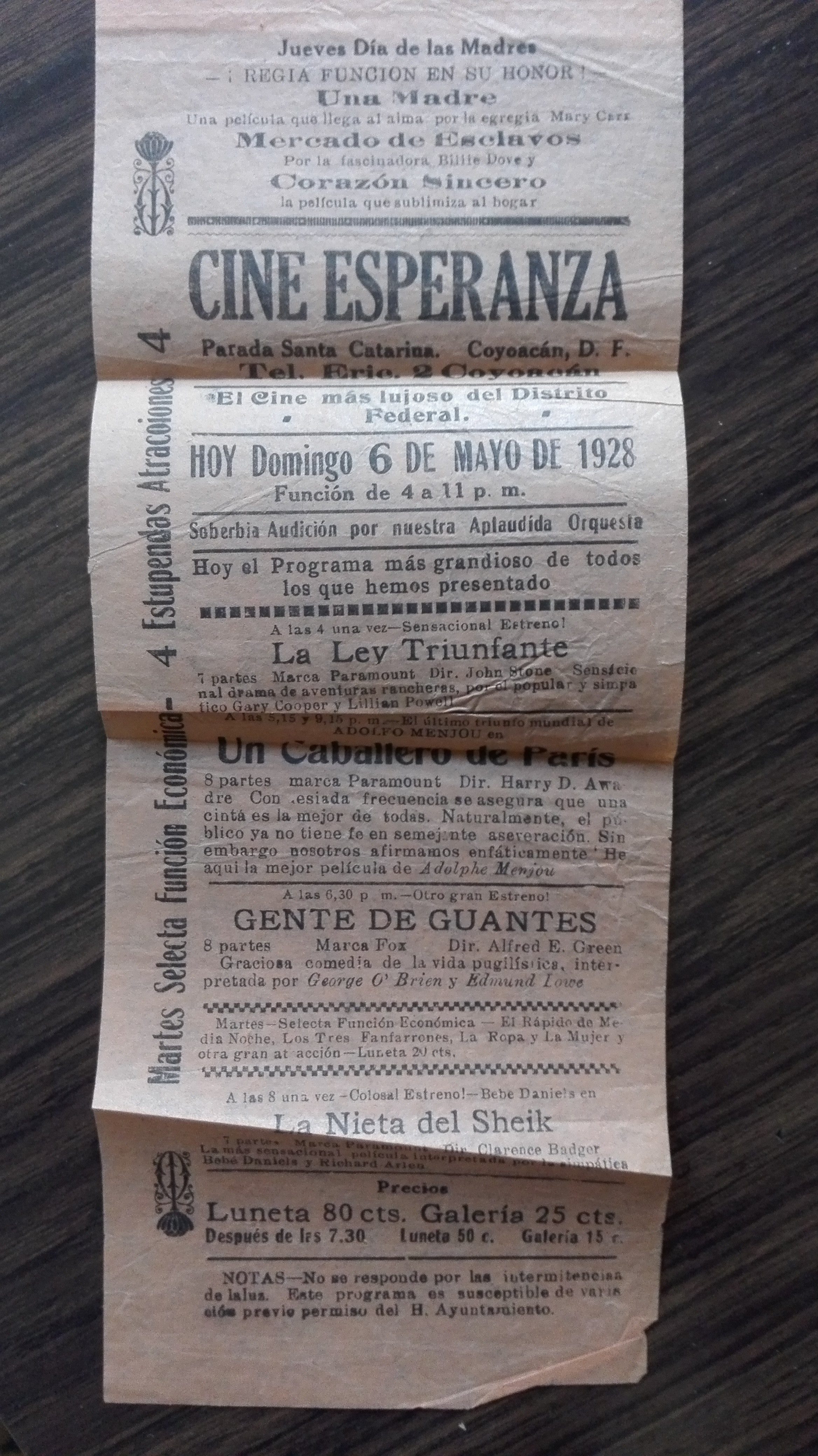
Annonce du dimanche 6 mai 1928, au Cine Esperanza (Santa Catarina, Coyoacán, Ciudad de México).

La première projection audiovisuelle au Mexique eut lieu le 6 août 1896, au château de Chapultepec en présence de Porfirio Díaz et sa famille. Quelques jours plus tard, le 14 août, la presse et un groupe de scientifiques assistèrent à ces projections dans le sous-sol de la « droguería de “Plateros” », dans la rue qui s’appellera par la suite calle Madero (es). Le 15 août, la séance fut ouverte au public. Cependant, la première salle de cinéma en tant que telle dans la Ciudad de México fut El Salón Rojo, où furent projetées, même pendant l'époque porfirienne et exclusivement pour les membres de l'aristocratie, les premières images,.
L'article Antiguos cines capitalinos de la revue mexicaine Algarabía dresse une liste des salles de cinéma les plus connues de Mexico.

## Films
- Liste de films mexicains
- Liste Somos des 100 meilleurs films mexicains
- Liste des plus gros budgets du cinéma au Mexique (en)
- Liste des plus gros succès du cinéma au Mexique (en)
- Liste des films retenus pour des distinctions cinématographiques au Mexique (en)

## Personnalités du cinéma mexicain

### Réalisateurs
José Agustín - Gustavo Alatriste - Alfonso Arau - Guillermo Arriaga - Sabina Berman - Carlos Bolado - Julio Bracho - Luis Buñuel - René Cardona - René Cardona Jr. - Juan Carlos Carrasco - Carlos Carrera - Alberto Cortés - Alfonso Cuarón - Miguel M. Delgado - Nicolas Echevarria - Fernando Eimbcke - Luis Estrada - Emilio Fernández - Jorge Fons - Michel Franco - Alejandro González Iñárritu - Jorge Michel Grau - Adrian Grunberg - Tatiana Huezo - Alberto Isaac - Jaime Humberto Hermosillo - Luis Mandoki - Rodrigo Pla - Gabriel Retes - Carlos Reygadas - Arturo Ripstein - Ismael Rodríguez - Carlos Salcés - Fernando Sariñana - Antonio Serrano - Marina Stavenhagen - Guillermo del Toro - David Zonana

### Acteurs
Amalia Aguilar - Luis Aguilar - Julio Alemán - Angélica Aragón - Pedro Armendáriz - Meche Barba - Kuno Becker - Arturo Beristain - Bruno Bichir - Demián Bichir - Odiseo Bichir - Héctor Bonilla - Jacqueline Bracamontes - Diana Bracho - Claudio Brook - Cantinflas - Capulina - René Cardona - René Cardona Jr. - Alfonso Cuarón - Dolores del Río - Aarón Díaz - Emma Dib - Vicente Enhart - Armando Espitia - María Félix - Emilio Fernández - Leticia Gutierrez - Consuelo Frank - Mauricio Garcés - Gael García Bernal - Andrés García - Sara García - Daniel Gimenez Cacho - Ernesto Gómez Cruz - Edith González - Salma Hayek - Jay Hernández - Miguel Inclán - Pedro Infante - Katy Jurado - Marga López - Ariel López Padilla - Ignacio López Tarso - Diego Luna - Rita Macedo - Maya Mishalska - Ricardo Montalbán - Carmen Montejo - Sasha Montenegro - Yolanda Montes - Norma Mora - Jorge Negrete - Ramón Novarro - Andrea Palma - Joaquín Pardavé - Pina Pellicer - Silvia Pinal - María Antonieta Pons - Lilia Prado - Anthony Quinn - Patricia Reyes Spíndola - Carlos Reygadas - Jorge Rivero - María Rojo - Gilbert Roland - Tina Romero - Rosa Carmina - El Santo - Ninón Sevilla - Sherlyn - David Silva - Miroslava Stern - Hugo Stiglitz - Germán Valdés - Luis Felipe Tovar - Lupe Vélez - Julio Villarreal

## Institutions
- Institut mexicain de cinématographie
- Cineteca Nacional
- Filmoteca de la UNAM (es)
- Académie mexicaine des arts et des sciences cinématographiques (AMACC, 1946)
- Distinctions de cinéma au Mexique
  - Prix Ariel, Diosas de Plata, Eduardo Arozamena Medal, El Heraldo de México, Juchimán de Plata Award (Mexico)

### Festivals
- Oaxaca Film Fest
- Festival international du film de Guadalajara
- Festivals de cinéma au Mexique (>10 en version hispanique ou anglophone)

### Listes et catégories
- Catégorie:Film mexicain, Liste de films mexicains
- Réalisateurs, Scénaristes, Acteurs